# Gmina Wielka Wieś
Gmina Wielka Wieś je vesnická gmina v okrese Krakow (Powiat krakowski) v Malopolském vojvodství v Polsku. Sídlem gminy je Szyce.

## Geologie, geomorfologie a Příroda
Gmina Wielka Wieś se nachází v geografických mezoregionech vysočina Wyżyna Olkuska a příkopu Rów Krzeszowicki v pohoří a krasové oblasti Krakovsko-čenstochovská jura (Wyżyna Krakowsko-Częstochowska), které je součástí nadcelku Polské vysočiny (Wyżyny Polskie). Zdejší vápencový podklad je pozůstatkem pravěkého moře a četné členité krasové útvary jsou geologicky velmi zajímavé a také populárním turistickým a sportovním cílem. Vodstvo patří do povodí říček Prądnik a Kluczwoda z povodí veletoku Visla a úmoří Baltského moře.
Ve gmině Wielka Wieś se nachází část plochy Ojcowského národního parku a části plochy krajinných parků Park Krajobrazovy Dolinki Krakowskie, Tenczyński Park Krajobrazowy a několik přírodních památek. Mezi nejpopullárnější přírodní/geologické zajímavosti patří:
- Dolina Prądnika
- Dolina Kluczwody a Skałą Zamczysko
- Dolina Będkowska
- Jaskinia Wierzchowska Górna

## Počet obyvatel
Ke konci roku 2018 měla gmina 11877 obyvatel a ke konci roku 2021 měla 13690 obyvatel.

## Vesnice v gmině
Ve gmině se nachází 12 vesnic:
- Bębło
- Będkowice
- Biały Kościół
- Czajowice
- Giebułtów
- Modlnica
- Modlniczka
- Prądnik Korzkiewski
- Szyce
- Tomaszowice
- Wielka Wieś
- Wierzchowie

## Další informace
Vyskytují se zde také četné kulturní památky.

## Galerie

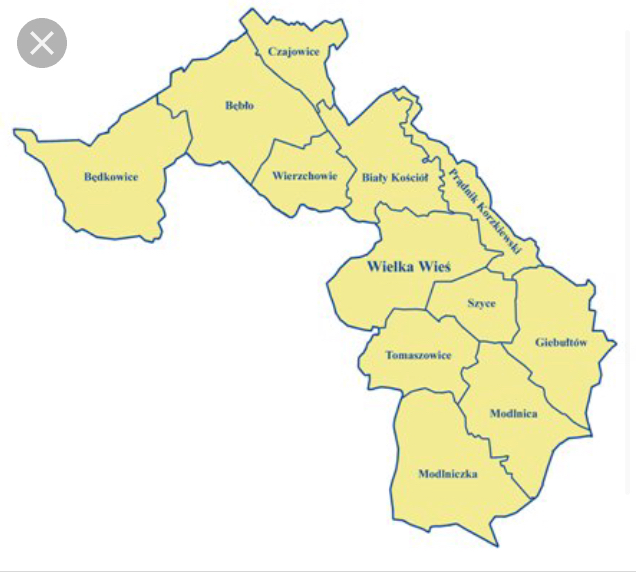
Mapa gminy
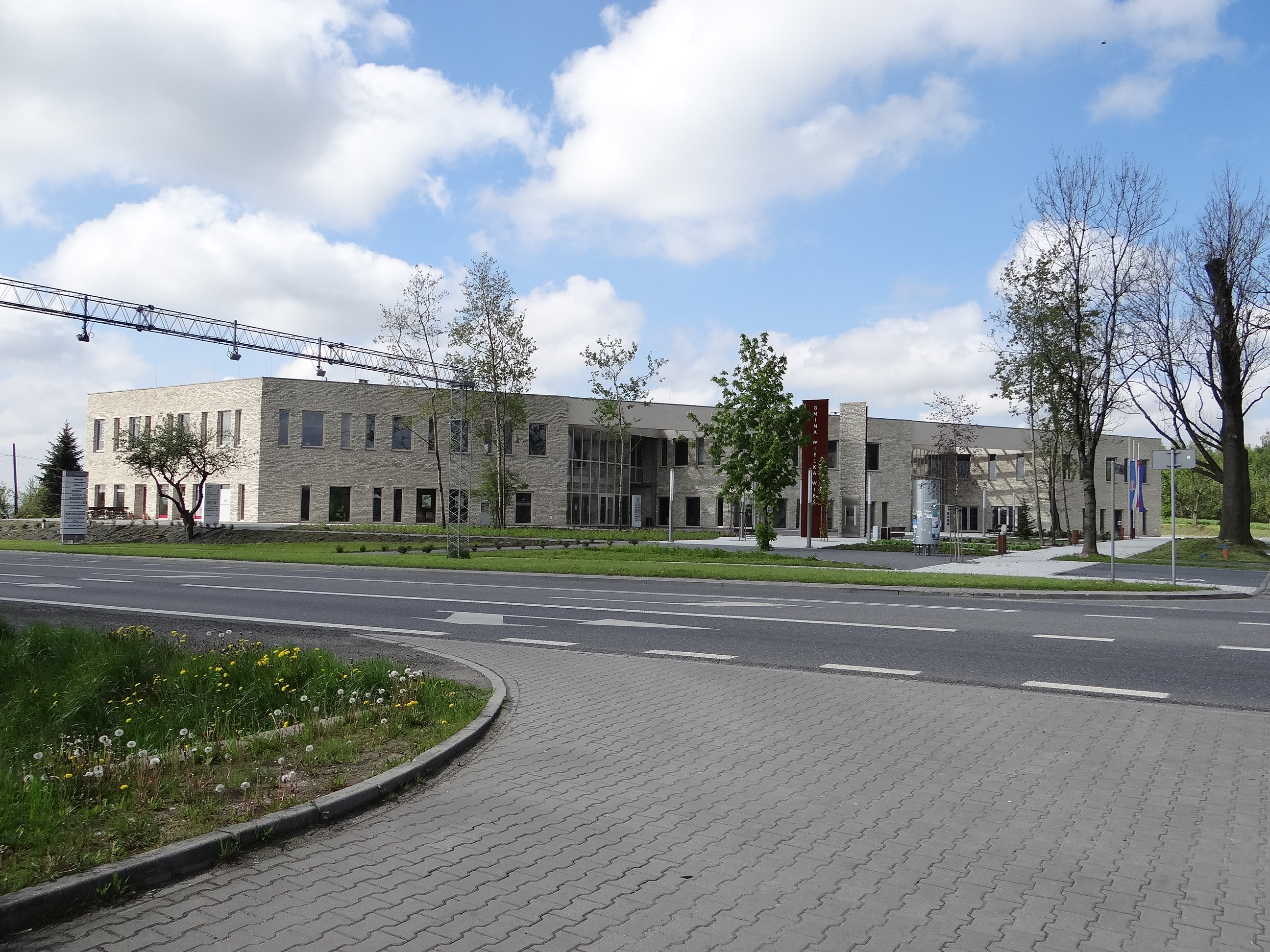
Úřad gminy
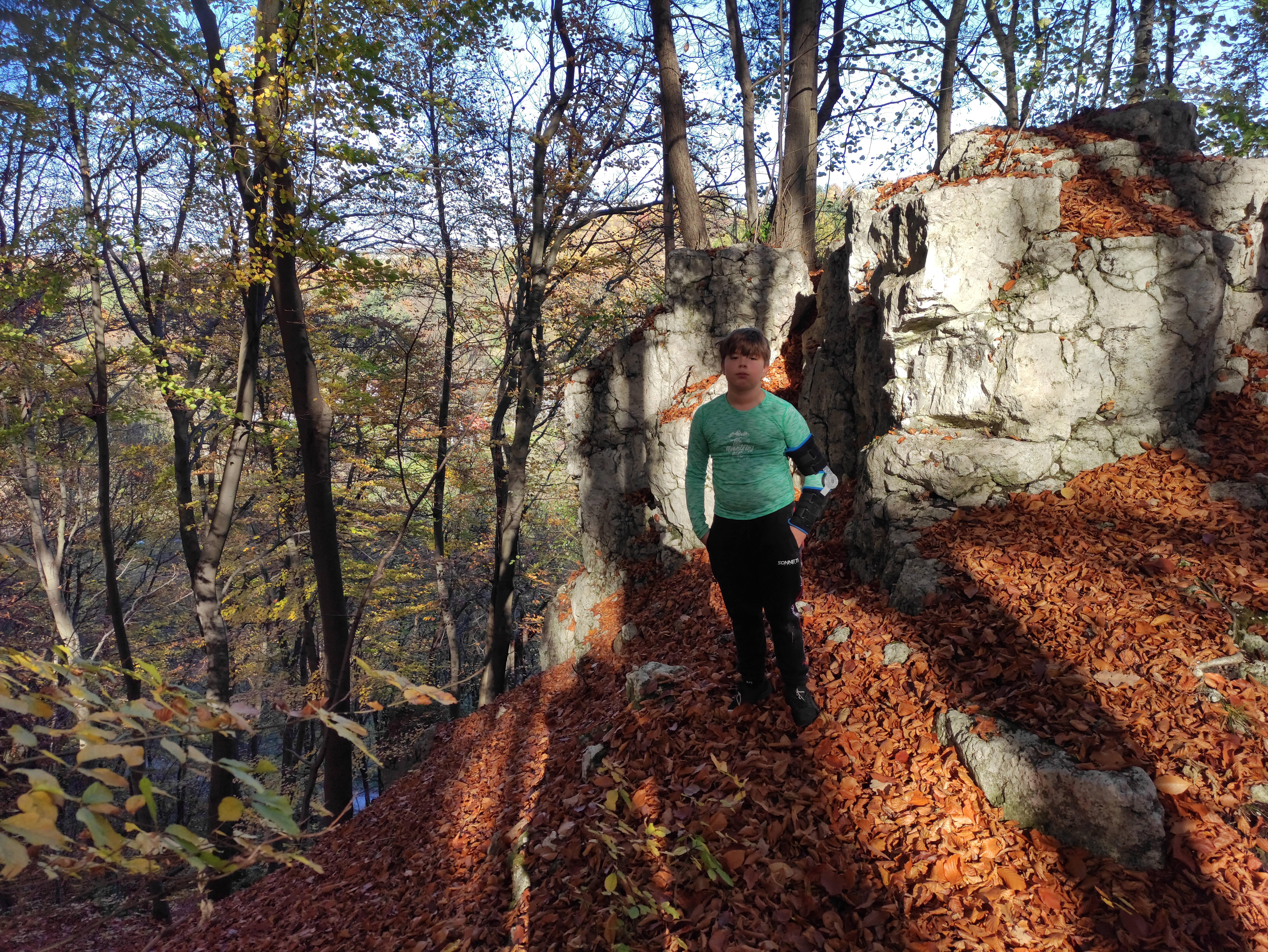
Młyńskie Skały
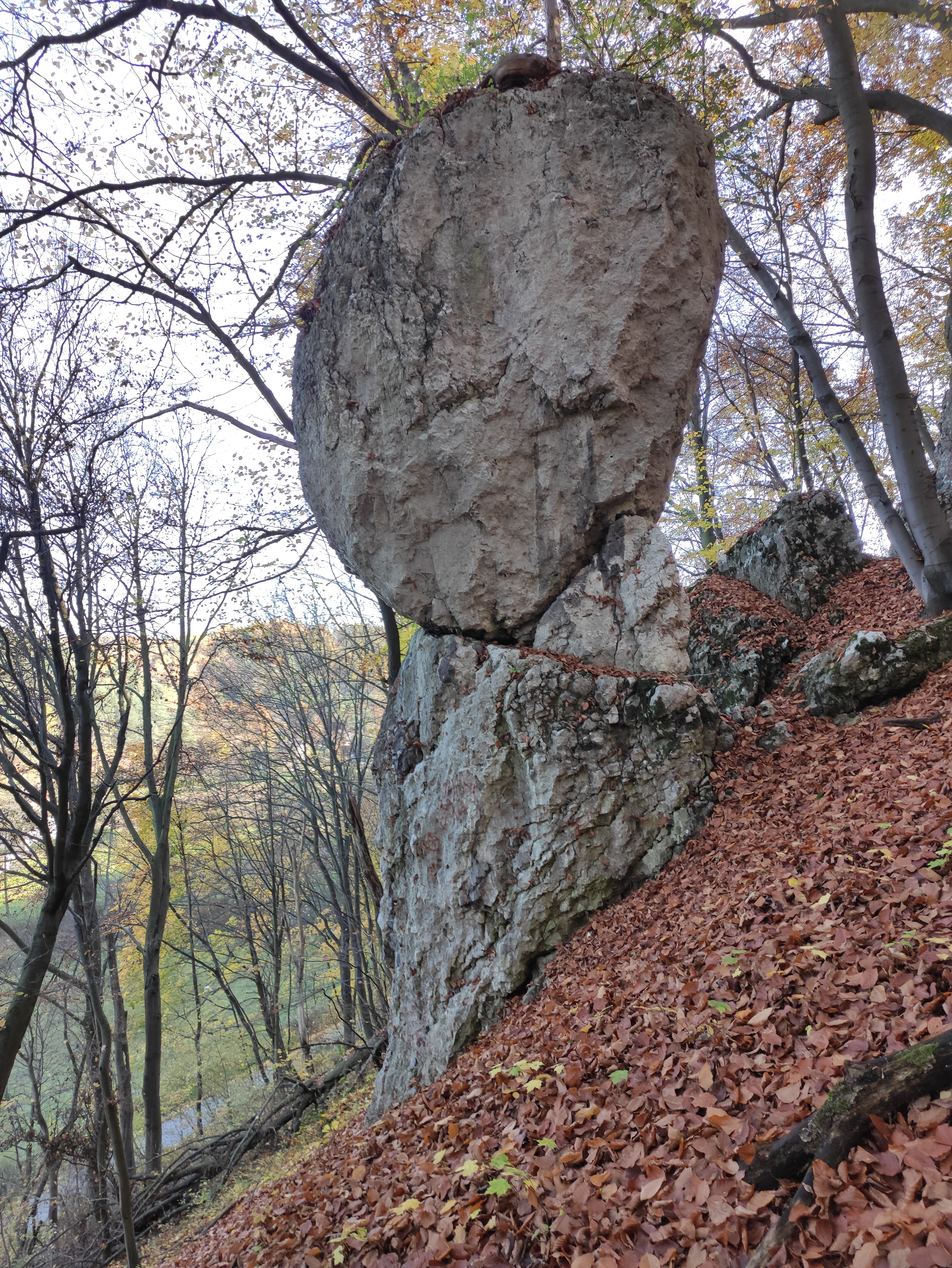
Latarnia Twardovskiego
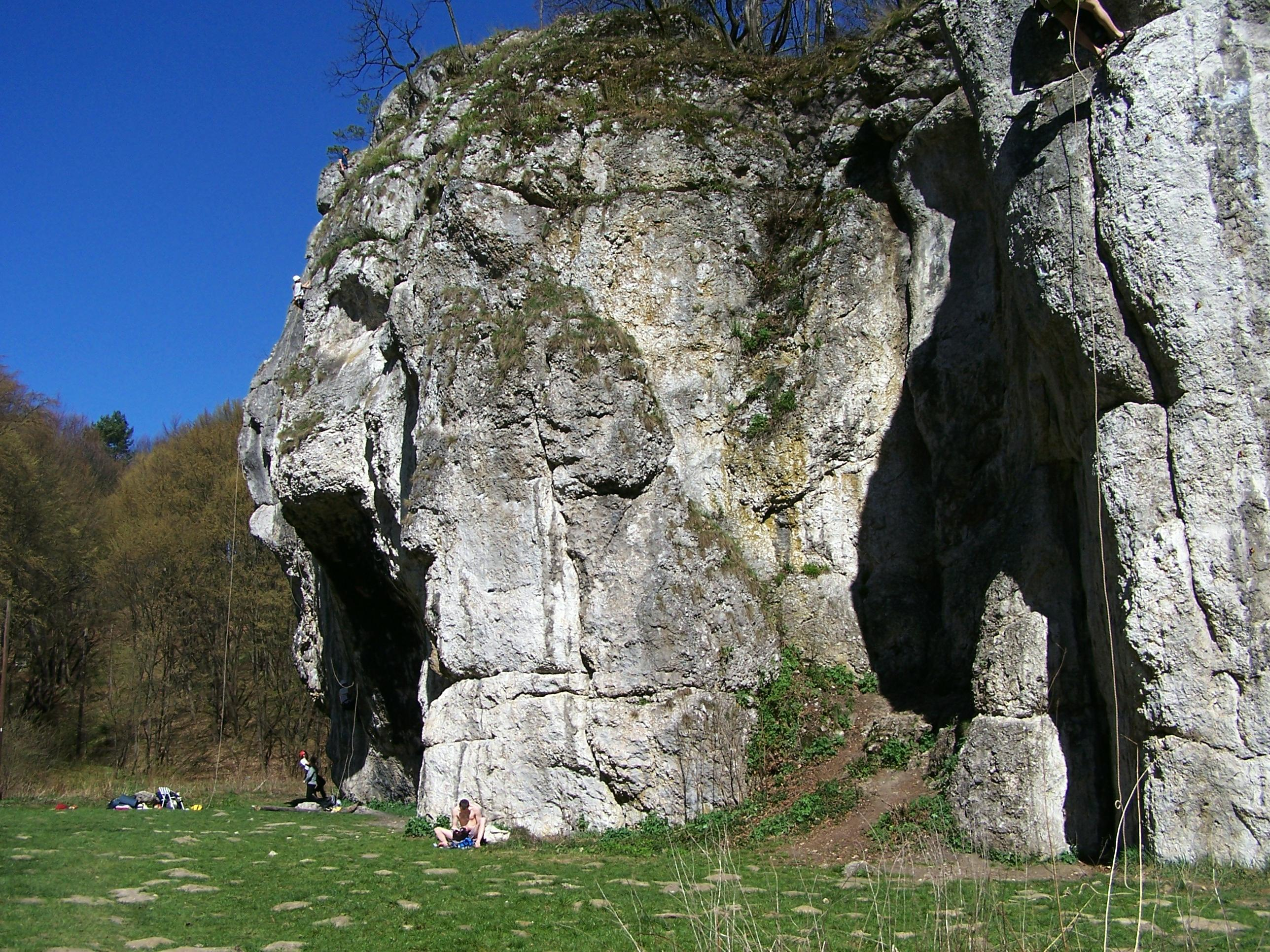
Dupa Słonia
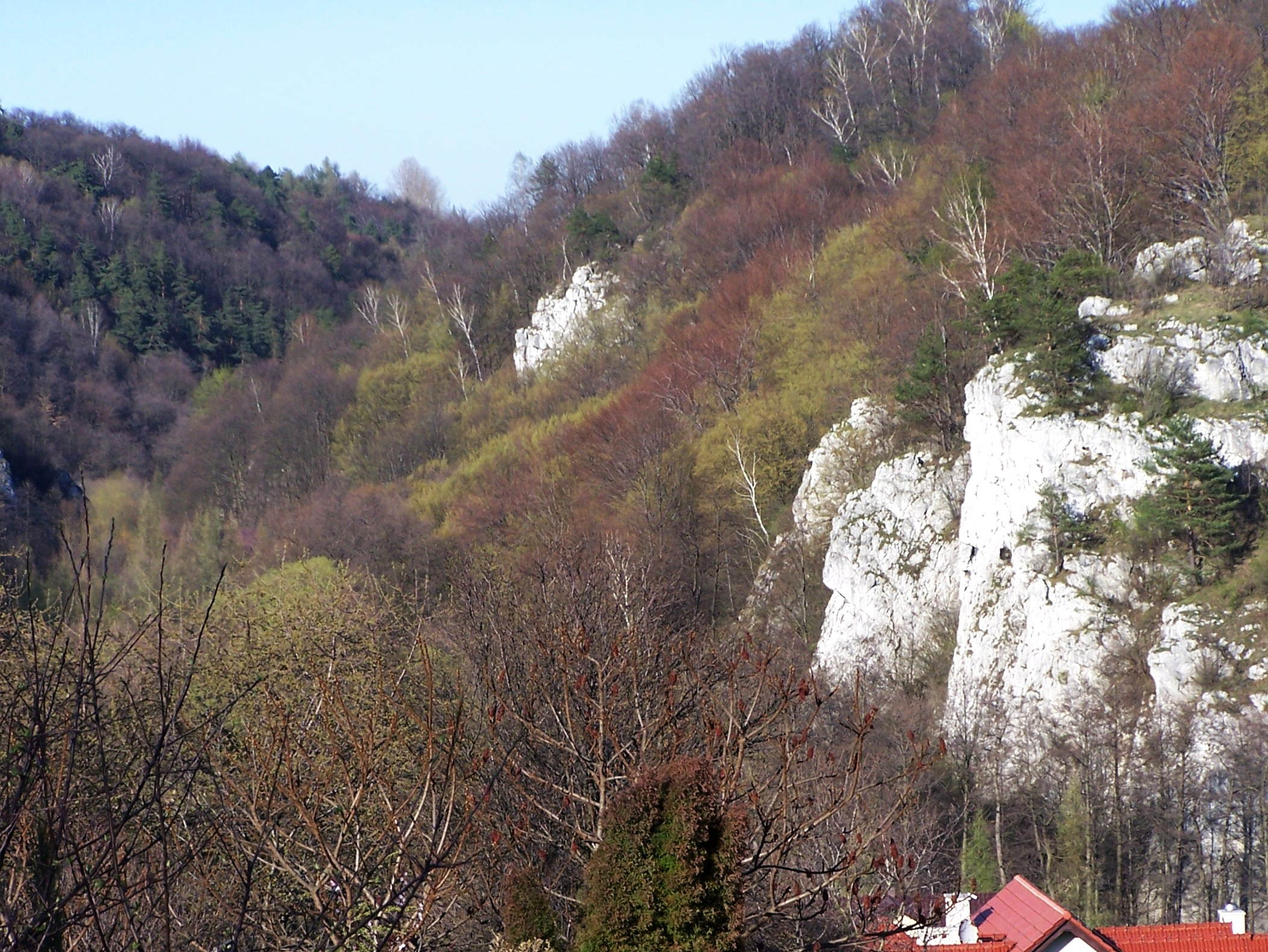
Dolina Kluczwody